# Leucorrhinia albifrons
Espèce
Classification phylogénétique
- Hexapodes
  - Insectes
    - Archéognathes
    - CNN (clade non nommé)
      - Thysanoures
      - CNN
        - Odonates
          - Epiproctophora
            - Libellulidae
              - Leucorrhinia
                - L. albifrons

Statut de conservation UICN

 LC  : Préoccupation mineure
Leucorrhinia albifrons (en français la Leucorrhine à front blanc) est une espèce de libellule de la famille des Libellulidae.

## Chorologie

### Habitat
Leucorrhinia albifrons fréquente les plans d'eau douce. Elle privilégie les plans d'eau peu profonds avec de la végétation abondante et des eaux oligotrophes à mésotrophes. La présence de plantes aquatiques flottantes ou immergées est essentielle pour les larves. Ses habitats naturels sont les plans d'eau des marais tourbeux ainsi que des étangs liés aux eaux souterraines, toujours exempts de poissons et souvent dans des environnements forestiers. 

### Répartition
Leucorrhinia albifrons est une espèce eurasiatique présente en Sibérie, dans l'Altaï, au Kazakhstan, dans le sud de la Scandinavie, en Europe orientale, en Europe centrale et jusque sur la façade atlantique de la France. En France, elle est notamment présente dans les Alpes, le massif du Jura sur les bords du lac de Lamoura notamment. Quelques signes de présence furent repérés dans le nord de la Gironde ainsi que dans la vallée de la Loire.  

### Statut et mesures de protection
L'espèce est inscrite sur la liste rouge de l'IUCN où elle est classée en préoccupation mineure. Elle est également inscrite sur la liste de la FHH et est protégée dans plusieurs pays européens, dont la France. Elle est classée en annexe IV de la directive européenne Habitats-Faune-Flore où elle est une espèce d'intérêt communautaire ; le fait d'être en annexe IV signifie qu'elle a le statut d'espèce endémique qui requiert une grande attention en raison de la spécificité de son habitat et des incidences potentielles sur son état de conservation que pourrait avoir une exploitation de son environnement. Elle est classée en annexe II de la convention de Berne et dans l'article II des listes françaises des insectes protégés.
En Suisse, l'espèce est considérée comme étant au bord de l'extinction (statut CR) dans la dernière liste rouge nationale établie en 2021. En bouchant d'anciens drains dans des tourbières partiellement asséchées, les travaux de revitalisation actuellement effectués dans plusieurs hauts-marais de l'arc jurassien (par exemple aux Tourbières des Ponts-de-Martel dans le canton de Neuchâtel) créent de nouveaux plans d'eau favorables aux odonates en général, et en particulier à la Leuchorrine à front blanc. La poursuite des revitalisations des tourbières et la création de nouveaux habitats est nécessaire pour le maintien de populations pérennes de cette espèce en Suisse.